# Stichophthalma godfreyi
Stichophthalma godfreyi är en fjärilsart som beskrevs av Rothschild 1916. Stichophthalma godfreyi ingår i släktet Stichophthalma och familjen praktfjärilar. Inga underarter finns listade i Catalogue of Life.